# Факультет фізики та астрономії Зеленогурського університету
51°56′24″ пн. ш. 15°31′42″ сх. д. / 51.94000° пн. ш. 15.52833° сх. д.
Факультет фізики та астрономії Зеленогурського університету — один із 13 факультетів Зеленогурського університету, створений 2004 року в результаті реорганізації Факультету природничих наук і поділу його на факультети математики, інформатики та економетрики, а також фізики та астрономії. На факультеті студенти навчаються на денній формі за різними напрямками  фізичних наук. Станом на 2004 рік на факультеті навчалось 229 студентів.

## Історія
Початки сьогоднішнього факультету фізики та астрономії пов’язані зі створенням 1 листопада 1989 року Інституту фізики, а потім, у 2000 році, Інституту астрономії при Вищій педагогічній школі імені Тадеуша Котарбінського в Зеленій Гурі. Обидва ці підрозділи входили до складу факультету математики, фізики та технології. Після злиття Вищої педагогічної школи з Зеленогурською політехнікою та обидва Інститути стали організаційними одиницями Факультету природничих наук новоствореного Зеленогурського університету.
У 2002 році керівництво Інституту фізики подало до Центральної комісії у справах ступенів і звань заявку на отримання прав присвоювати докторський ступінь у галузі фізики. 
У той час на факультеті почалися дискусії щодо поділу природничого факультету на факультет математики, факультет інформатики і економетрики та факультет фізики і астрономії. Фіналом цих дискусій стало призначення Кшиштофа Урбановського уповноваженим ректора з питань заснування фізико-астрономічного факультету. Підготовлена ним заява була прийнята Сенатом Зеленогурського університету і надіслана міністру освіти. 16 лютого 2004 року міністр заснував нові факультети Зеленогурського університету, в тому числі факультет фізики та астрономії. 
Важливою подією в історії факультету стало отримання першої габілітації у 2012 році. На той час це був лише п’ятий дозвіл на надання ступеня габілітованого доктора в Зеленогурському університеті.

## Декани
- 2004–2005: Кшиштоф Урбановський[pl], спеціаліст з теоретичної фізики та фундаментальних взаємодій
- 2005–2008: Анатоль Новіцький[pl], спеціаліст з теоретичної фізики та теорії поля
- 2008–2012: Пьотр Розмей[pl], спеціаліст з теоретичної фізики та чисельного моделювання
- 2012–2016: Георгій Мелікідзе[pl], астрофізика
- З 2016: Анджей Джевінський[pl], спеціаліст з теорії твердого тіла

## Навчання
Факультет проводить навчання в бакалавраті тривалістю 3 роки за трьома спеціальностями - фізика, медична фізика та астрономія.
Магістратура триває 2 роки та ведеться за трьома спеціалізаціями - теоретична фізика, комп'ютерна фізика та комп'ютерна астрофізика. 
Аспірантура триває 4 роки та ведеться за двома дисциплінами - фізика та астрономія.
Факультет має повноваження присуджувати наукові ступенів доктора філософії і габілітованого доктора з дисциплін астрономія та фізика.

## Структура
Інститут астрономії імені Професора Януша Гіля:
- Кафедра астрофізики
- Кафедра радіоастрономії

Інститут фізики:
- Кафедра матеріалознавства та медичної фізики
- Кафедра теоретичної фізики
- Кафедра математичних методів фізики
- Кафедра моделювання фізико-хімічних процесів
- Кафедра оптики та квантової техніки
- Кафедра спектроскопії функціональних матеріалів